# Alfleda
Alfleda (en inglés: Ælfflæd) (nació 654, murió c. 714) hija de Oswiu, rey de Northumbria, y de Eanfleda. Descendía por tanto de dos casas reales: Bernicia y Deira. Por parte de su padre era nieta del rey Etelfrido, y por parte de su madre del rey Edwin de Northumbria. Alfleda fue consagrada a la religión desde pequeña y vivió en la abadía de Whitby toda su vida, convirtiéndose finalmente en abadesa del monasterio.

## Vida
Alfleda vivió casi toda su vida en monasterios. No era inusual en el siglo XII que las mujeres de familias reales se convirtieran en monjas; incluso a veces las reinas lo hacían al enviudar como lo hizo su madre Enfleda. El caso de Alfleda es inusual por haber ingresado al monasterio a muy temprana edad, cuando aún no tenía un año de edad, según cuenta Bede.
Cuando Alfleda contaba apenas un año, su padre se vio obligado a enfrentarse al poderoso Penda de Mercia que había reunido un potente ejército para atacar Northumbria. Los numerosos intentos de Oswiu de convencerlo por medios diplomáticos y sobornos fallaron, y dio comienzo una guerra en la que, contra toda expectativa, la victoria sonrió a los northumbrianos. Agradecido por la victoria, Oswiu fundó doce monasterios y entregó a su hija a Hilda de Whitby, pariente materna de la niña, para que fuera educada en la abadía de Hartlepool. Cuando Hilda abandonó Hartlepool poco después para fundar la abadía de Whitby, se llevó a Alfleda con ella.
A la muerte de Hilda en 680, la viuda de Oswiu Enfleda y su hija Alfleda ejercieron como abadesas conjuntas hasta la muerte de Enfleda a finales de la década. Eanfleda se convertiría entonces en abadesa de Whitby hasta su muerte en 714. En aquella época, la iglesia de Northumbria era una institución rica y poderosa, y Alfleda pudo relacionarse con algunas de las figuras más destacadas de su tiempo.
Como miembro de la familia real northumbriana, Alfleda intervino ocasionalmente en la vida política del reino. Según la Vida de San Cuthbert, Alfleda estaba preocupada por la cuestión sucesoria durante el reinado de su hermano Egfrith, ya que éste no tenía herederos directos y esto podría crear desórdenes y luchas en el reino, por lo que convoca al santo para hablar del tema. El propio Cuthbert, le recuerda a Alfleda la existencia de un medio hermano, Aldfrido, que por aquel entonces se encontraba viviendo en Iona, en el reino de Dal Riata. Aldfrith será coronado a la muerta de Egfrido, que falleció en guerra contra los pictos. 
Tras la muerte de Aldfrido en 705 se reaviva el problema sucesorio, ya que el hijo de Aldfrith, Osred, contaba apenas 8 años por aquel entonces y Edwulfo, ocupó el trono de Northumbria. Finalmente, y gracias a la intervención de Wilfrid, arzobispo de York, al que Alfleda apoyó, se pudo llegar a un acuerdo que mantuvo la paz en el reino y a Osred en el trono. Alfleda continuaría siendo una figura política importante hasta su muerte en 714.
A su muerte fue considerada santa, celebrándose su festividad el 8 de febrero.